# Zbigniew Zaleski

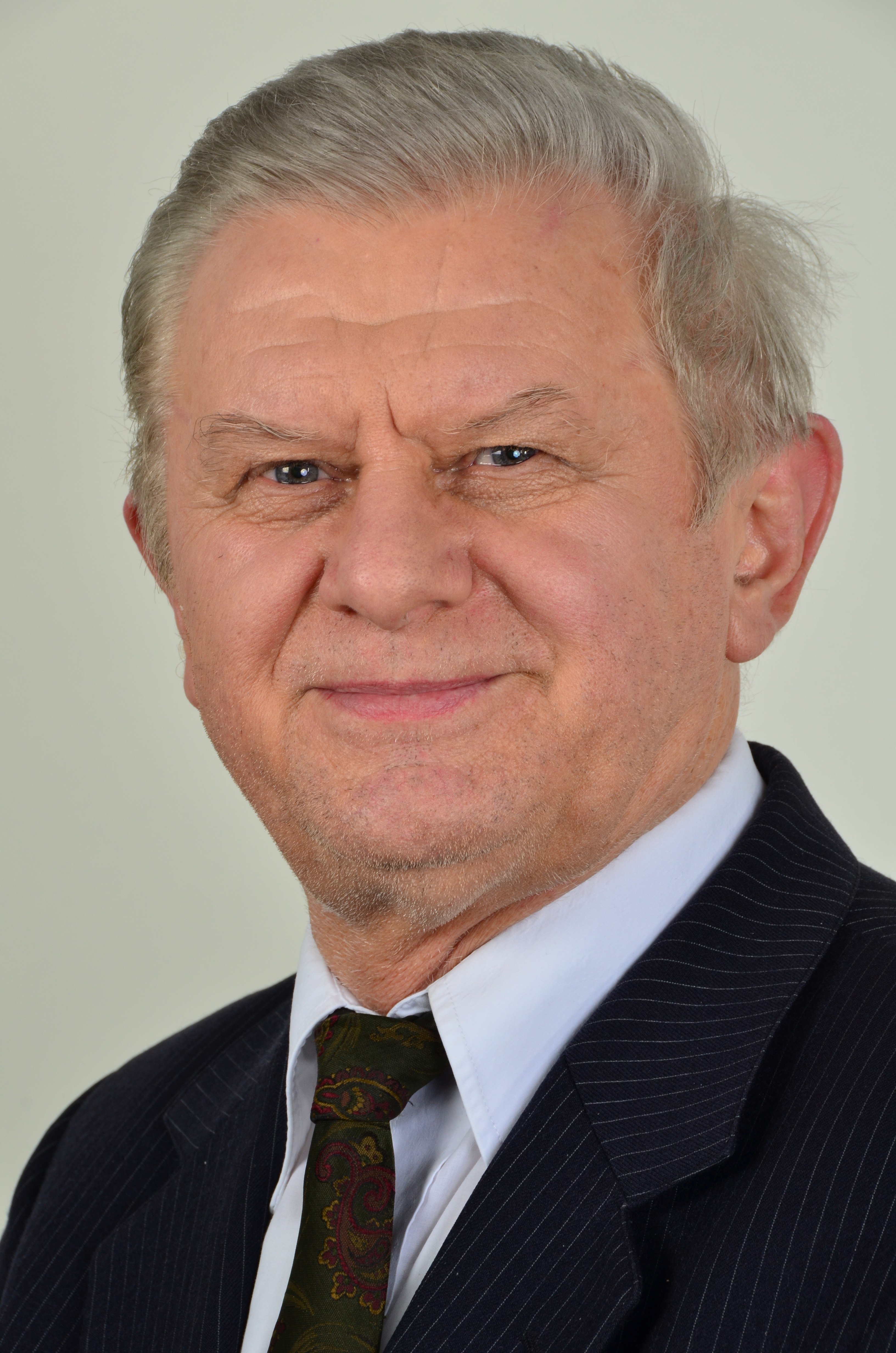
Zaleski (2014)

Zbigniew Franciszek Zaleski (* 29. April 1947 in Rogoziniec; † 31. August 2019 ebenda) war ein polnischer Politiker der Platforma Obywatelska.

## Leben und Beruf
Zaleski studierte Psychologie an der Katholischen Universität Lublin und schloss das Studium 1972 ab. Nachdem er 1978 promoviert worden war, habilitierte er sich zehn Jahre später. 1994 wurde er zum Professor ernannt. Er war zunächst als Schulpsychologe, später als Dozent an der Jagiellonen-Universität in Krakau und der Katholischen Universität Lublin tätig. 1991/92 war im Rahmen des Fulbright-Programms an der University of California, Los Angeles tätig. In Lublin war er von 1999 bis 2005 Dekan der sozialwissenschaftlichen Fakultät und hatte den Lehrstuhl für Emotions- und Motivationspsychologie inne. Er gehörte der Amerikanischen Gesellschaft für Psychologie an und war Mitbegründer und Vorsitzender der Gesellschaft für Europäische Zusammenarbeit. Nach seinem Tod wurde er auf dem Powązki-Friedhof bestattet.

## Politik
Bei der Parlamentswahl 2009 kandidierte Zaleski erfolglos für die Platforma Obywatelska (PO). Nach den Selbstverwaltungswahlen 2002 gehörte er bis 2004 dem Sejmik in der Woiwodschaft Lublin an. Bei der Europawahl 2004 wurde er in das Europäische Parlament gewählt, dem er bis 2009 angehörte. Nach gescheiterter Wiederwahl bei der Europawahl 2009 rückte er am 17. Dezember 2013 für Lena Kolarska-Bobińska, die zur polnischen Wissenschaftsministerin ernannt worden war, in das Parlament nach und gehörte diesem bis zur Konstituierung des neuen Parlaments an. Bei der Europawahl 2014 bewarb er sich nicht erneut um ein Mandat.